# Classica di Amburgo 2010
La Classica di Amburgo 2010 (ufficialmente Vattenfall Cyclassics per motivi di sponsorizzazione), quindicesima edizione della corsa, valevole come ventesimo evento del Calendario mondiale UCI, si svolse il 15 agosto 2010 su un percorso di 216,6 km. Fu vinta dallo statunitense Tyler Farrar, che terminò la gara in 5h 02' 36" bissando il successo dell'edizione 2009.

## Percorso
Il percorso dell'edizione 2010 ha previsto un lungo giro attraverso la campagna attorno Amburgo, per poi affrontare il classico circuito con l'ascesa del Waseberg.

## Squadre e corridori partecipanti
Al via si sono presentate le diciotto squadre del circuito UCI ProTour. Invitate fra le squadre continentali sono le olandesi Skil-Shimano e Vacansoleil Pro Cycling Team e la statunitense BMC Racing Team.
| N.      | Cod. | Squadra            |
| ------- | ---- | ------------------ |
| 1-8     | GRM  | Garmin-Transitions |
| 11-18   | SAX  | Team Saxo Bank     |
| 21-28   | MRM  | Team Milram        |
| 31-38   | AST  | Astana Team        |
| 41-48   | KAT  | Team Katusha       |
| 51-58   | LIQ  | Liquigas           |
| 61-68   | OLO  | Omega Pharma-Lotto |
| 71-78   | RAB  | Rabobank           |
| 81-88   | THR  | Team HTC-Columbia  |
| 91-98   | RSH  | Team RadioShack    |
| 101-108 | GCE  | Caisse d'Epargne   |

| N.      | Cod. | Squadra                       |
| ------- | ---- | ----------------------------- |
| 111-118 | LAM  | Lampre-N.G.C.                 |
| 121-128 | EUS  | Euskaltel-Euskadi             |
| 131-138 | QST  | Quick Step                    |
| 141-148 | SKY  | Sky Professional Cycling Team |
| 151-158 | A2R  | AG2R La Mondiale              |
| 161-168 | FDJ  | Française des Jeux            |
| 171-178 | FOT  | Footon-Servetto               |
| 181-188 | BMC  | BMC Racing Team               |
| 191-198 | VAC  | Vacansoleil Pro Cycling Team  |
| 201-208 | SKS  | Skil-Shimano                  |

## Resoconto degli eventi
Ben presto dal gruppo principale si è staccata una fuga composta da cinque corridori, Nikolai Trusov (Katusha), Sebastian Lang (Omega Pharma-Lotto), Gatis Smukulis (Ag2r-La Mondiale), Anthony Geslin (Francaise des Jeux) e Robin Chaigneau (Skil-Shimano), arrivati a guadagnare un vantaggio massimo di 16'30".
Solo dopo 120 km il gruppo ha iniziato a lavorare per raggiungere i battistrada che, tuttavia, sono riusciti a terminare il primo passaggio sul Waseberg, a 65 km dal traguardo, con 7'45" di vantaggio. Dopo l'ascesa, nel gruppetto di testa ha attaccato Trusov, seguito da Smukulis e Geslin, che a trenta chilometri dal traguardo avevano un distacco di 2'50" dal gruppo, in cui le squadre dei principali velocisti - Garmin, Sky, Lampre e Milram - si alternavano in testa.
All'ultimo passaggio sul Waseberg, dal gruppo hanno attaccato Philippe Gilbert (Omega Pharma-Lotto) e Filippo Pozzato (Katusha), raggiunti dal giovane Peter Sagan (Liquigas-Doimo) che ha frenato il tentativo, non collaborando con i due primi attaccanti, favorendo il ritorno del gruppo con il capitano Daniele Bennati. Dopo il Waseberg anche i tre battistrada hanno perso terreno e sono stati riassorbiti a una decina di chilometri dall'arrivo. Negli ultimi chilometri il gruppo è proseguito compatto, con la Sky a lanciare la volata al norvegese Boasson Hagen, uscito però troppo presto a 300 metri dal traguardo per riuscire a vincere, permettendo ai rivali Tyler Farrar (Garmin) e André Greipel (HTC-Columbia) di ritornare in gioco. Lo statunitense si è aggiudicato lo sprint, mentre Greipel trovatosi stretto tra le transenne e Boasson Hagen, ha terminato al terzo posto.

## Ordine d'arrivo (Top 10)
| Pos. | Corridore            | Squadra        | Tempo    |
| ---- | -------------------- | -------------- | -------- |
| 1    | Tyler Farrar         | Garmin         | 5h02'36" |
| 2    | Edvald Boasson Hagen | Team Sky       | s.t.     |
| 3    | André Greipel        | HTC-Columbia   | s.t.     |
| 4    | Alexander Kristoff   | BMC            | s.t.     |
| 5    | Allan Davis          | Astana         | s.t.     |
| 6    | Daniele Bennati      | Liquigas-Doimo | s.t.     |
| 7    | Thomas Leezer        | Rabobank       | s.t.     |
| 8    | Enrique Mata         | Footon         | s.t.     |
| 9    | Sébastien Hinault    | AG2R La Mon.   | s.t.     |
| 10   | Marco Marcato        | Vacansoleil    | s.t.     |

## Punteggi UCI
| Pos. | Corridore            | Squadra        | Punti |
| ---- | -------------------- | -------------- | ----- |
| 1    | Tyler Farrar         | Garmin         | 80    |
| 2    | Edvald Boasson Hagen | Team Sky       | 60    |
| 3    | André Greipel        | HTC-Columbia   | 50    |
| 4    | Alexander Kristoff   | BMC            | 40    |
| 5    | Allan Davis          | Astana         | 30    |
| 6    | Daniele Bennati      | Liquigas-Doimo | 22    |
| 7    | Thomas Leezer        | Rabobank       | 14    |
| 8    | Enrique Mata         | Footon         | 10    |
| 9    | Sébastien Hinault    | AG2R La Mond.  | 6     |
| 10   | Marco Marcato        | Vacansoleil    | 2     |

| Pos. | Squadra                       | Punti |
| ---- | ----------------------------- | ----- |
| 1    | Garmin-Transitions            | 80    |
| 2    | Sky Professional Cycling Team | 60    |
| 3    | Team HTC-Columbia             | 50    |
| 4    | BMC Racing Team               | 40    |
| 5    | Astana                        | 30    |
| 6    | Liquigas-Doimo                | 22    |
| 7    | Rabobank                      | 14    |
| 9    | Footon-Servetto               | 10    |
| 8    | AG2R La Mondiale              | 6     |
| 10   | Vacansoleil Pro Cycling Team  | 2     |

| Pos. | Squadra     | Punti |
| ---- | ----------- | ----- |
| 1    | Norvegia    | 100   |
| 2    | Stati Uniti | 80    |
| 3    | Germania    | 50    |
| 4    | Australia   | 30    |
| 5    | Italia      | 24    |
| 6    | Paesi Bassi | 14    |
| 7    | Spagna      | 10    |
| 8    | Francia     | 6     |